# Estratégias Reprodutivas Condicionais e Alternativas
As estratégias reprodutivas condicionais e alternativas  são importantes para ajudar a entender e complementar a teoria de  seleção sexual nos animais.

Embora a seleção intra-sexual e inter-sexual são os mecanismos mais  importantes para entender como as fêmeas (principalmente) selecionam os melhores atributos dos machos que garantam indiretamente o seu maior sucesso reprodutivo . As estratégias condicionais e alternativas ajudam a explicar como os machos não selecionados podem conseguir ter acesso às fêmeas e manter esses tais comportamentos durante sua vida evolutiva .

## Táticas e Estratégias Reprodutivas
Em comportamento animal estratégia refere-se ao conjunto distinto de regras para um determinado comportamento exibido por um animal  enquanto que tática refere-se aos fenótipos comportamentais alternativos que um indivíduo pode adotar . 
Assim, enquanto que as táticas alternativas consistem em fenótipos em evidência para diferentes membros do mesmo sexo e de uma mesma população são as estratégias as responsáveis por governá-las através de regras de decisão baseadas na genética . Nesse contexto, as estratégias alternativas são utilizadas quando genótipos diferentes controlam táticas diferentes enquanto que as estratégias únicas são utilizadas quando táticas diferentes são controladas apenas por um genótipo. 
A seleção sexual ocorre quando os membros de um sexo competem entre si pelo acesso ao outro sexo, normalmente as fêmeas . Dessa forma, muitos indivíduos  não conseguem ganhar a disputa direta com seus rivais para ter acesso aos acasalamentos. Assim, para aumentar a variação no sucesso reprodutivo e a oportunidade para a seleção sexual muitas espécies desenvolveram táticas de reprodução alternativas. Estas são relativamente comuns na natureza e envolvem frequentemente uma tática territorial, de cortejo e uma tática não-territorial, sorrateira. 

## Estratégias Reprodutivas Condicionais
A teoria dos jogos aplicado a Evolução foi utilizada para tentar explicar a manutenção de táticas de acasalamento alternativo por meio das estratégias únicas que podem ser divididas em duas estratégias. A primeira foi denominada estratégia mista evolutivamente estável , com táticas alternativas mantidas pela seleção dependente de frequência  e uma estratégia condicional que ocorre quando cada indivíduo pode escolher a tática que melhor garante o retorno de aptidão considerando as  circunstâncias ambientais prevalecentes . Apesar disso, existe uma aceitação geral que quase todos os casos de táticas reprodutivas alternativas podem ser explicados pela teoria da estratégia condicional .
A capacidade dos que adotam essa estratégia serem flexíveis dá ao indivíduo a capacidade de modificar o seu comportamento adaptativo conforme as condições em que se depara. Dessa maneira, a habilidade de um  indivíduo não-dominante desfavorecido de poder alternar para uma tática reprodutiva alternativa irá garantir um maior sucesso reprodutivo comparado a utilização da mesma tática do macho dominante . 
Com isso, a capacidade de cada indivíduo é obtida através da expressão da sua tática (aumentando seu potencial entre táticas alternativas) ao passo que a aptidão da estratégia chega ao nível populacional. A maximização da  estratégia  se dá através da alocação apropriada de táticas considerando o melhor que cada indivíduo pode fazer a partir do estado em que se encontra, o que irá obviamente beneficiá-lo . 
A estratégia condicional pode ser resumida através de cinco características: a tática escolhida sempre resulta em uma maior aptidão para o indivíduo, as táticas envolvem uma escolha ou decisão do indivíduo, a decisão é baseada em algum aspecto do estado ou status do indivíduo, a totalidade dos indivíduos da população possuem os genes e a mesma estratégia genética para poder expressar as táticas e as qualidades médias das táticas alternativas são tipicamente desiguais.

## Estratégias Reprodutivas Alternativas
Estratégias evolutivamente estáveis (ESS) podem ser divididas em estratégias puras, condicionais e mistas. Nas estratégias puras todos os indivíduos adotam uma mesma tática fixada geneticamente. Foi verificado que em algumas espécies, as estratégias reprodutivas alternativas parecem ter-se tornado geneticamente fixas e ,portanto ,  os indivíduos não mudam de estratégias durante suas vidas. Existem muitas poucas espécies relatadas que possuem evidência de apresentarem esse padrão. 
Dessa forma, foi postulado que as estratégias reprodutivas  alternativas constituem  um ESS misto e a aptidão dos indivíduos adotando as diferentes estratégias devem ser iguais.

## Exemplos de Estratégias Reprodutivas Condicionais

#### Machos satélites
São considerados satélites os machos que ficam esperando próximos a outros machos com a finalidade de interceptar fêmeas atraídas pelos sinais produzidos pelo seu concorrente ou atraídas pelos recursos defendidos pelo outro macho. 
Para representar a ocorrência de machos satélites, o taxa dos anuros é um dos que possuem mais registros dessa tática reprodutiva alternativa (por exemplo para uma espécie bem estudada Hyla cinerea)    O comportamento dos machos satélites consiste em tomar posições periféricas junto aos outros machos e interceptar as fêmeas atraídas pelo canto de seu rival a fim de aumentar as chances de acasalamento.    A tática alternativa permite localizar parceiras sem gasto de energia e evita predadores.   No caso de anuros, e em vertebrados em geral, a escolha de uma das táticas está diretamente associado aos níveis circulantes de glicocorticóides e as interações entre os últimos e hormônios esteróides sexuais.
Os machos satélites são muito comuns também em espécies de peixes que apresentam cuidados paternais da prole.   Nesse caso, os satélites podem interceptar as fêmeas antes de encontrar os machos dominantes    liberando o esperma no ninho do macho dominante na ausência ou na presença do mesmo. Além disso, os machos satélites continuam juntos do mesmo macho durante toda época de acasalamento em muitas ocasiões. 

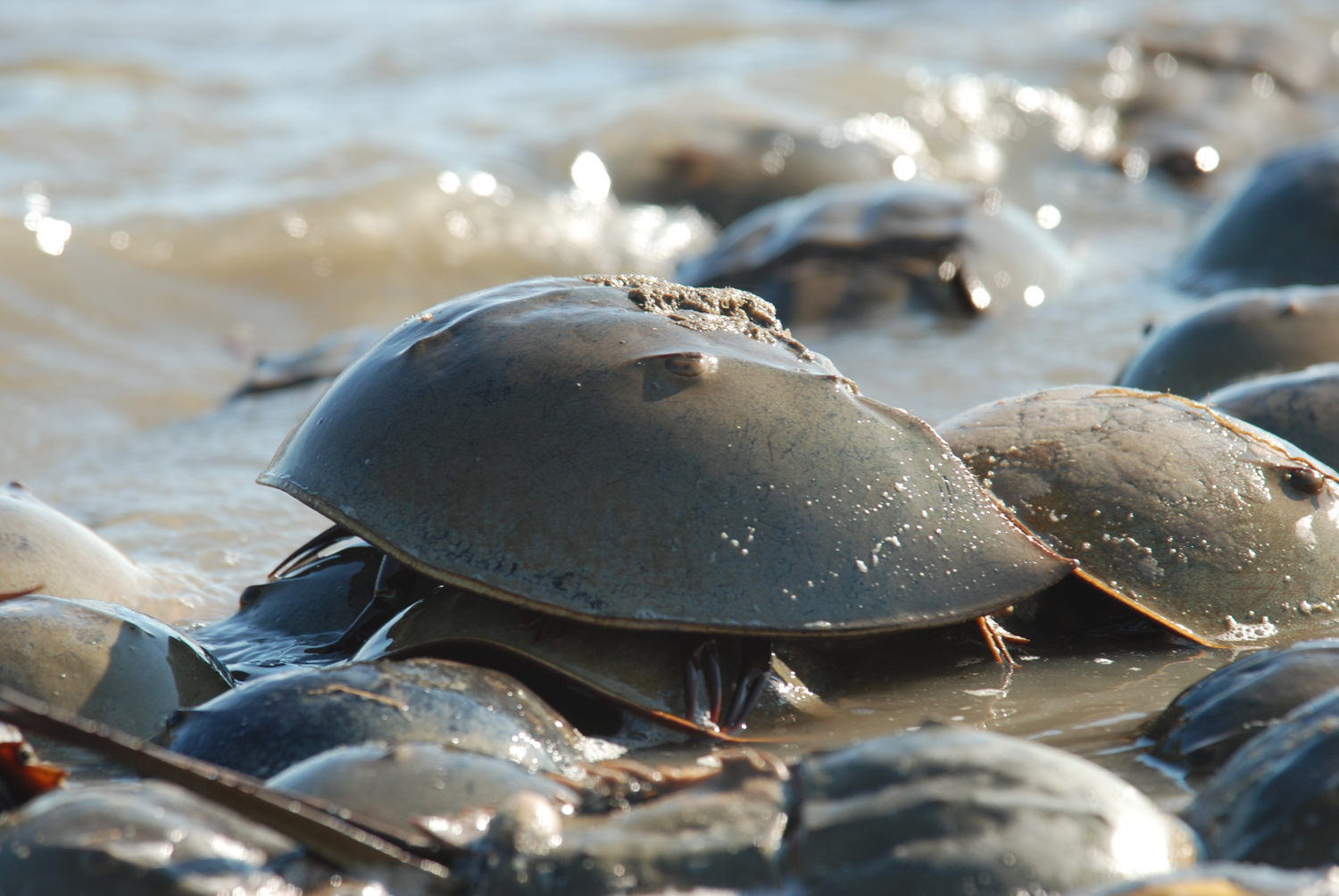
LImulus polyphemus: um exemplo de estratégia reprodutiva condicional dependente da idade e da condição física dos indivíduos. Na tática reprodutiva alternativa o macho atua como satélite.

Em caranguejos ferradura (Limulus polyphemus) os machos mais jovens que estão mais saudáveis chegam unidos em amplexo a uma fêmea nas praias de desova e os machos que estão em piores condições pela idade ou condição física permanecem como satélites próximos aos pares de desova e, assim, tenta o acesso aos ovos somente pela competição espermática com outros machos e satélites.  
Dessa forma, temos aqui três casos de uma estratégia reprodutiva condicional uma vez que existe uma variação no comportamento de acasalamento do macho em que pode assumir uma tática dominante muito exigente energeticamente ou uma tática alternativa menos dispendiosa do ponto de vista energético. 
Em Philomachus pugnax com sistema de acasalamento em LEKs, foi relatada duas estratégias alternativas para a reprodução em machos. A maioria deles se comporta como independentes e tenta estabelecer e defender territórios em LEKs para acesso a fêmeas, enquanto que outros machos agem de forma submissa como satélites se associando a machos independentes que possuem sucesso em atrair mais fêmeas e visitam os LEKs ao mesmo tempo que as mesmas para tentar interceptá-las antes do macho dominante.  Esses podem ser considerados casos de estratégias reprodutivas alternativas uma vez que as táticas que os machos aderem são fixas e não dependem de alguma condição específica, ou seja, o macho assume uma das estratégias durante toda sua vida. No entanto, as estratégias alternativas provavelmente constituem um ESS misto e não um ESS puro. 

#### Machos sorrateiros
Os machos sorrateiros geralmente evitam confronto direto e raramente permanecem com outros machos dominantes em uma época reprodutiva inteira.   Como vantagem os sorrateiros frequentemente possuem vesículas seminais menores e testículos maiores  e produzem uma quantidade bem maior de espermatozoides em cada ejaculação em relação aos machos dominantes e satélites  para ter um maior sucesso de paternidade.
Além disso, um padrão comum encontrado em machos de artrópodes dimórficos é um tipo grande de machos  com armamentos ou ornamentos maiores e elaborados protegendo (ou se exibindo para) as fêmeas  ou territórios e um tipo menor de machos que quase sempre não apresentam armamentos / ornamentos ou os possui de forma reduzida e se comportam como satélites ou sorrateiros e que muitas vezes  mimetizam as fêmeas para passar desapercebidos pelos machos dominantes. 
Em adultos de besouro Onthophagus acuminatus são encontrados machos que possuem um par de chifres desenvolvidos relacionados a uma maior nutrição durante a sua fase larval e alternativamente besouros com chifres rudimentares ou ausentes que passaram por uma condição limitada de nutrição larval. Assim, os machos com chifres se comportam como guardas da entrada do túnel em que a fêmea ocupa para se alimentar, copular e depositar seus ovos, lutando contra outros machos que tentam invadir o túnel. Enquanto isso, os machos sem chifres se comportam como sorrateiros escavando túneis alternativos que vão em encontro ao local aonde está a fêmea sem ser notado pelo macho que guarda o túnel. 
Outro exemplo que envolve sorrateiros é uma tática de acasalamento alternativa de ejaculação na pré-oviposição como relatada no peixe Rhodeus ocellatus em que o macho dominante não fazia esse comportamento. Assim a maior quantidade de esperma depositado nos ovos pelos sorrateiros foram mais efetivas do que em relação aos machos dominantes. Essa estratégia de alguma forma tenta compensar a liderança pelas fêmeas que os machos territoriais exercem. 

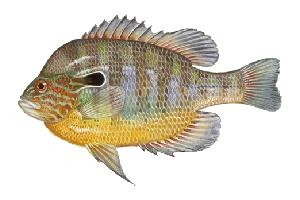
Macho adulto de Lepomis macrochirus. Nessa espécie há ainda duas estratégias reprodutivas alternativas: o macho sorrateiro e o do tipo satélite que mimetiza as fêmeas para enganar os machos dominantes e ter acesso às fêmeas.

Um exemplo que envolve machos feminizados como tática de acasalamento ocorre no sargo-de-orelha-azul (Lepomis macrochirus). Além de ter o macho dominante que atinge sua maturidade sexual ainda há duas estratégias reprodutivas alternativas: do tipo sorrateiro que é menor e jovem e espera a hora exata de liberar o seu esperma ao mesmo tempo que o macho dominante está acasalando e do tipo satélite também é ligeiramente maior e jovem que mimetiza as fêmeas para enganar os machos dominantes e ter acesso às fêmeas.  Nas táticas alternativas ambos satélites e sorrateiros produzem espermatozoides que nadam mais rápido e possuem uma maior densidade enquanto que os machos territoriais dominantes produzem esperma de maior longevidade com maior qualidade. 
Um caso raro que envolve estratégias reprodutivas fixas, ou seja, são geneticamente herdadas é o isópode marinho que vive em esponjas-do-mar Paracerceis sculpta em que coexistem três tipos morfológicos diferentes denominado alfa, beta e gama. O tipo alfa é o maior e se comporta na presença de uma ou mais fêmeas como dominante e expulsa o tipo gama que é o menor se for encontrado na mesma esponja que ele e luta contra outro macho alfa que ocupar a mesma esponja até sair um vencedor, enquanto que o macho tipo beta consegue conviver conjuntamente com o macho alfa pois se passa por uma fêmea ao apresentar o mesmo tamanho da mesma e assim garante a possibilidade de acasalamentos. Assim, condições específicas favorecem uma maior frequência de acasalamentos de um dos três morfotipos diferentes para cada esponja. 